# Französische Rugby-Union-Meisterschaft 1905/06
Die Saison 1905/06 war die 15. Austragung der französischen Rugby-Union-Meisterschaft (französisch Championnat de France de rugby à XV), der heutigen Top 14.
Nach einer Vorrunde spielten die besten Mannschaften in K.-o.-Runden gegeneinander. Im Endspiel, das am 8. April 1906 im Parc des Princes in Paris stattfand, trafen die beiden Halbfinalsieger aufeinander und spielten um den Bouclier de Brennus. Dabei setzte sich Stade Bordelais gegen Stade Français durch und errang zum vierten Mal den Meistertitel.

## Vorrunde
Die Detailergebnisse sind nicht bekannt.

## Viertelfinale

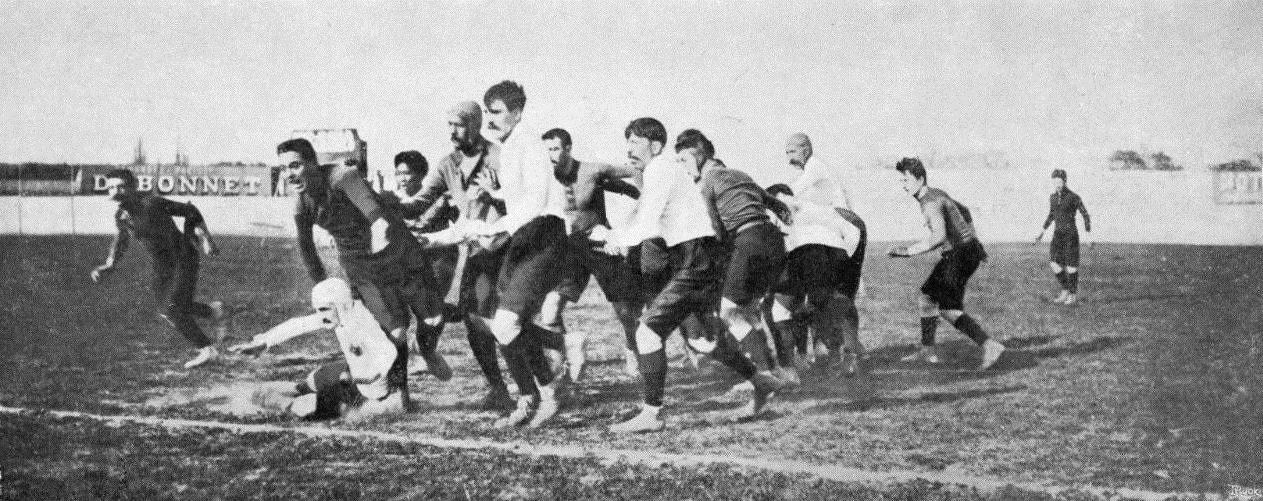
Spielszene im Meisterschaftsfinale

| Datum     | Begegnung                        | Ergebnis |
| --------- | -------------------------------- | -------- |
| März 1906 | Stade Français – Le Havre AC     | 8:0      |
| März 1906 | Stade Bordelais – Stade Poitevin | 11:0     |
| März 1906 | FC Lyon – SLUC Nancy             | forfait  |

## Halbfinale
| Datum         | Begegnung                                | Ergebnis |
| ------------- | ---------------------------------------- | -------- |
| 18. März 1906 | Stade Français – FC Lyon                 | 09:0     |
| 1. Apr. 1906  | Stade Bordelais – Véto-Sports Toulousain | 11:3     |

## Finale
| 8. April 1906 | Stade Bordelais | 9 : 0 | Stade Français | Parc des Princes, Paris Zuschauer: 4.000 Schiedsrichter: Allan Muhr |
| 8. April 1906 | (3:0) Bericht   |       |                | Parc des Princes, Paris Zuschauer: 4.000 Schiedsrichter: Allan Muhr |

Aufstellungen
Stade Bordelais: Robert Blanchard, Maurice Bruneau, Carlos Deltour, Jacques Duffourcq, André Lacassagne, Marcel Laffitte, Léon Lannes, Pascal Laporte, Maurice Leuvielle, Henri Martin, Alphonse Massé, Mazières, Louis Mulot, Louis Soulé, Hélier Thil
Stade Français: Henri Amand, Charles Beaurin, Julien Combe, Marcel Communeau, Albert Cuillé, Guy de Talancé, Georges Jérome, Émile Lesieur, Paul Maclos, Édouard Miranowicz, G. Poirier, Augustin Pujol, Pierre Rousseau, Charles Vareilles, André Vergès